# Saa - til Søs
|  | Denne artikel er oprettet af botten PalnaBot ud fra en ekstern database. Den kan derfor have sproglige fejl eller mangler. Denne skabelon kan fjernes efter kontrol af indholdet. |

Saa - til Søs er en film instrueret af Kai Pless-Schmidt.